# Higinio Carrocera Mortera
Higinio Carrocera Mortera (Barros, gener de 1908 - Uviéu, 8 de maig de 1938) va ser un històric anarcosindicalista espanyol que va tenir una actuació destacada en la Revolució asturiana de 1934 i en el desenvolupament de la Guerra Civil a Astúries, durant la qual va ser condecorat amb la Medalla de la Llibertat, la condecoració més alta de la República espanyola.

## Biografia

### Joventut
Fill d'un matrimoni obrer, durant la seva infància va ajudar la seva família en les tasques agrícoles alhora que assistia a l'escola primària del poble. Obrer metal·lúrgic de professió, va començar a treballar per a l'empresa Duro Felguera i aviat s'afiliaria a la CNT, sindicat majoritari entre els metal·lúrgics de La Felguera.
Va participar activament en la Revolució de 1934, en la qual va dirigir una columna que, des de la Felguera, va arribar a Oviedo el 6 d'octubre. Després de la derrota de la Revolució va poder escapar, però va ser detingut a Saragossa el 7 d'agost de 1935 al costat de Constantino Antuña Huerta i portat a la presó d'Oviedo. Coneguda la victòria del Front Popular a les eleccions de febrer de 1936, va participar en el motí de presos que va aconseguir la llibertat d'aquests el 20 de febrer, un dia abans de promulgar-se l'amnistia.

### Paper durant la Guerra Civil
En començar la Guerra Civil, el 17 de juliol, va participar en la presa de la caserna de la Guàrdia Civil de la Felguera. L'endemà passat va marxar al capdavant de 400 anarcosindicalistes cap a Gijón, on va tenir un paper destacat en les accions militars que van permetre la presa del caserna de Simancas i el de El Coto. Després de la presa de la caserna del regiment «Simancas» es va produir una matança, que el propi Carrocera va intentar impedir sense èxit. Posteriorment dirigiria les operacions militars durant el setge d'Oviedo. Va ser ferit al setembre de 1936 en el sector de Villafría, en la lluita contra les columnes gallegues. Confirmat com a major de milícies, va ser un dels més excel·lents comandaments de la Milícia confederal. L'autor anarcosindicalista Diego Abad de Santillán el va arribar a qualificar d'«autèntic heroi».
Carrocera, partidari de la militarització de les milícies, va arribar a manar un batalló i va intervenir en diverses operacions militars.
El setembre del 1937 va passar a manar la 192a Brigada Mòbil. Al capdavant de la seva unitat tindria una destacada actuació en la dura batalla d'el Mazucu, aconseguint defensar tenaçment un congost enfront de les unitats franquistes. Gràcies a això es va poder detenir diversos dies l'avanç de les Brigades Navarreses. A proposta de l'oficial d'Estat Major Francisco Ciutat, li va ser concedida la Medalla de la Llibertat per la seva heroica actuació. Ferit en aquests combats, no va trigar a incorporar-se de nou al front.

### Captura i execució
Caiguda Astúries en mans de l'Exèrcit franquista, va ser detingut i portat a un camp de concentració a Galícia. Carrocera s'havia negat a ser evacuat per mar al costat d'altres comandaments republicans. En ser reconegut va ser conduït de nou a Astúries, on va ingressar el 3 de gener a la presó d'Oviedo. Al mes següent, el 21 de febrer, va comparèixer davant un Consell de guerra que el va condemnar a mort, i fou afusellat el 8 de maig de 1938.